# Fantaisie (album)
Albums de Sylvie Vartan
Dancing Star
(1977) I Don't Want the Night to End
(1979)
Fantaisie est le 19e album studio (et une chanson) de Sylvie Vartan sorti en 1978 en disque 33 tours, et en cassette audio chez RCA. 
L'album est le dernier produit par Jacques Revaux. 
Les arrangements sont de Hervé Roy, Benoît Kaufman et Jean-Claude Petit.

## Titres
1. Fantaisie
2. Mon pauvre bébé
3. Disco Queen
4. Jours après jours
5. Rappelez-moi en l'an 2000
6. Je chante encore l'amour
7. Délivrée
8. Tant mieux, tant pis
9. Solitude
10. Capitaine je me noie
11. Fumée

## Extraits
- Disco Queen / Sidéré Sidéral
- Solitude / Tu me plais
- Fantaisie / Je chante encore l'amour
- Fumée / Jours après jours (commercialisé uniquement au Japon)

À noter que les deux titres Sidéré Sidéral et Tu me plais, sortis en face B de 45 tours en 1978, ne sont pas inclus dans le 33 tours.

## Anecdotes
Occupée fin 1978 à la préparation de son prochain album en anglais et étant souvent en tournée, la chanteuse fera néanmoins la promotion des chansons de ce nouvel opus.
Elle interprétera Disco Queen et Sidéré Sidéral dans les rendez-vous du dimanche à la télévision en mars 1978, puis Fantaisie Je chante encore l'amour et Fumée dans cette même émission en novembre 1978. Solitude bénéficiera de trois prestations télé en juin et septembre et Rappelez-moi en l'an 2000 d'une seule prestation au cours de l'émission Les visiteurs de Noël en décembre 1978.
Aucun véritable succès n'enrichira la carrière de l'artiste mais certaines de ces chansons seront défendues sur scène et en tournée au cours des décennies suivantes : Jours après jours (au Palais des Sports en 1981), Solitude (tournée 1978 et Olympia 1996), Rappelez-moi en l'an 2000 (Tour de siècle 1999), Je chante encore l'amour (Olympia 2009).